# ウシャヒディ
ウシャヒディ(Ushahidi、「目撃者」｢証言｣の意)は非営利のソフトウェア開発組織である。情報収集、可視化用オープンソース(GNU Lesser General Public License)地図アプリケーションの開発を行っている。ケニア危機 (2007年-2008年)において大統領選挙後の暴力行為を報道規制を避けて周知させるため、ある弁護士のブログに多くの情報が集まりはじめたが管理が困難になったので、2人のプログラマが72時間で情報をメールやテキストメッセージでグーグルマップ上に表示するウェブサイトを作り上げたのが始まりである。
社会運動及び公的説明責任の手段としてクラウドソーシング手法を採用しており、地理情報と市民ジャーナリズムに貢献する「地図作成活動（英:activist mapping）」という造語を提示した。

## 活動

### Ushahidi
CodeIgniterフレームワークのフォークであるKohanaプラットフォーム上に構築されており、基本インターフェースはOpenStreetMapを使用しているが、ジオコーディングにはGoogleマップ用APIの商用サービスを使用している。

## その他
メキシコの選挙違反やワシントンの除雪情報などのまとめについても利用された
。
ハイチ地震やクライストチャーチ地震においても、被災者や情報提供者間の連絡手段としてウェブサイトを提供した。
2011年3月11日に発生した東日本大震災の後は、震災インフォというホームページ上で、被災者や震災復興の情報を公開しており、日本のみならず世界中からのボランティアがページ作り、オープンソースを使った地図作り、情報の収集やフィルタリングをしてサイトを運営している。